# Anita Loosová
Corinne Anita Loosová (nepřechýleně Loos; 26. dubna 1888 Mount Shasta City – 18. srpna 1981 New York) byla americká spisovatelka, dramatička, filmová scenáristka a producentka.

## Život
Jejím nejúspěšnějším dílem bylo Páni mají radši blondýnky (1925), které bylo přeloženo do čtrnácti jazyků včetně češtiny a v roce 1953 je zfilmoval Howard Hawks s Marilyn Monroe a Jane Russellovou v hlavních rolích. O dva roky později vzniklo pokračování …ale žení se s brunetkami, které bylo rovněž zfilmováno. Loosová je také autorkou dramatizace románu Gigi od francouzské spisovatelky Colette, která měla premiéru v roce 1951 na Broadwayi a titulní roli hrála Audrey Hepburnová.
Byla první ženou, která se v Hollywoodu stala hlavní autorkou scénářů. Debutovala v roce 1911, od roku 1915 pracovala pro společnost Triangle Film Corporation s D. W. Griffithem, později spolupracovala s Irvingem Thalbergem. Napsala okolo 150 scénářů, vyznačujících se inteligentním jazykovým humorem. Publikovala v časopisech The New Yorker a Vanity Fair. Je také autorkou vzpomínkových knih A Girl Like I (1966) a Kiss Hollywood Good-by (1974).
Jejím manželem byl herec a režisér John Emerson.
Zemřela v roce 1981 v New Yorku, pohřbena je v Etně v Kalifornii. 